# Roberto Baggio
Roberto Baggio (roˈbɛrto ˈbaddʒo; 18 de febrer de 1967 a Caldogno, Vèneto) és un exjugador de futbol italià i actual president del sector tècnic de la Federació Italiana de Futbol. És considerat com un dels millors de la història, el millor jugador italià per la revista World Soccer, i segons un sondeig mundial realitzat per la FIFA és el quart millor, just darrere de Diego Armando Maradona, Pelé i Eusebio. Jugava de fals davanter o de mitja punta pel centre i posseïa un nivell de màgia, elegància, fantasia, visió de joc i tècnica poc habitual, fet que el va fer diferenciar en la Lliga italiana de futbol, dura, tàctica i menys tècnica.
És el sisè màxim golejador de la història de la Serie A amb 205 gols, només superat per Silvio Piola (274), Gunnar Nordahl (225), Giuseppe Meazza (216), José Altafini (216) i Francesco Totti (207).
Va desenvolupar els 20 anys de la seva carrera professional a Itàlia, incloent-hi equips històrics de prestigi mundial com ara la Fiorentina, Juventus, A.C. Milà o l'Inter de Milà. En aquests va assolir títols destacats com una Copa de la UEFA, dues lligues italianes i una Copa d'Itàlia. A títol individual va assolir trofeus i distincions destacades com la Pilota d'Or, el FIFA World Player o Golden Foot. A més, està inclòs a la llista FIFA 100 elaborada per Pelé i la FIFA. Amb la selecció va jugar un total de 56 partits, anotant 27 gols (quart màxim golejador de tots els temps), incloent-hi els realitzats en les tres Copes del Món de futbol, en què va participar, sent el primer italià en va marcar a tres mundials diferents (Itàlia-1990, EUA-1994 i França-1998).
La seva carrera futbolística està plena de grans infortunis i alhora de detalls de la seva qualitat innata, carisma, lideratge, joc net i caràcter. Tot plegat va fer d'ell un jugador de passions i llegendari, sent un dels futbolistes més estimats i a la vegada incompresos d'Itàlia, però sempre considerat tot un símbol del futbol.
Baggio es va casar de jove amb la seva companya de tota la vida Andreina, amb la qual ha tingut tres fills: Valentina (2 de desembre de 1990), Mattia (12 de maig de 1994) i Leonardo (3 de març de 2005). Un dels seus set germans, Eddy ha estat també jugador de futbol professional a diversos equips de la Serie B, C1 i de la C2.

## Biografia

### Els inicis - Caldogno i Vicenza
Ja des de petit va mostrar una gran passió pel futbol, jugava a casa amb els germans amb tota mena d'objectes esfèrics com a pilota i a l'edat de 10 anys va entrar a jugar amb l'equip de Caldogno. L'equip era ple de nens promeses i ell era considerat la promesa de les promeses, ja que el 1979, amb 12 anys va realitzar 42 gols i 20 assistències. En una ocasió l'entrenador de l'equip, el forner del poble, el va anomenar "Caça i Pesca", criticant-li així el fet d'haver-se perdut un entrenament per anar a acompanyar al seu pare a caçar, activitat que encara avui és un dels seus passatemps preferits. El dia del partit el president li va fer una broma similar i el va reptar preguntant-li a veure què faria aquell dia. Baggio, empitat, va marcar 5 gols només en la primera part. Amb actuacions com aquesta la seva qualitat no va passar desapercebuda pels cercadors de talents dels equips grans, i l'any següent va ser fitxat, per unes 500.000 lires (uns 260 euros), pel Vicenza, situat a uns 10 km de casa seva. Des del setembre del 1980 al febrer de l'any següent, davant la impossibilitat de jugar partits amb els alevins, es va estar entrenant sense poder jugar. En aquest temps es va guanyar el sobrenom de “Zico”, un jugador que agradava al futbolista. L'any següent va succeir el mateix, van eliminar l'equip de juvenils i fins al febrer no va poder tornar a disputar partits. L'entitat ja tenia molta consideració cap a la jove perla i li van donar el premi d'entrenar durant aquest temps amb el primer equip, un habitual de la Serie A i de la Serie B, però que en aquells moments jugava a la Serie C. Quan va complir anys al febrer va tornar al filial per jugar el Campionat Dante Berretti, aquell any l'equip jugava molt bé, tant que de vegades van anar a veure'ls gairebé 1000 persones.
Finalitzada aquella temporada, els registres personals del jugador en els anys que duia a les categories inferiors sobresortien: 110 gols en 120 partits. Aquesta extraordinària marca el va dur a debutar amb la selecció Italiana sub 16 el 15 de febrer contra Iugoslàvia, i amb el primer equip del Vicenza el 5 de juny de 1983 amb tan sols 15 anys. L'any següent el futbolista ja va tenir fitxa del primer equip, va jugar 6 partits i va marcar 1 gol, el primer oficial de la seva carrera. En la seva darrera etapa al club, la temporada 1984-85, va contribuir de forma notòria en l'ascens a la Serie B. Va finalitzar amb 12 gols en 29 partits i el jugador local va esdevenir un dels més estimats per l'afició. Els equips més grans es van interessar per aquell jove que començava a despuntar i van iniciar una lluita per adquirir-lo. El Vicenza, necessitat de diners no podia retenir-lo i poques setmanes abans de finalitzar la lliga, van acceptar l'oferta més elevada, provinent de la Fiorentina, superior als 3.000.000.000 de lires (1,55 milions d'euros aproximadament). Dos dies després de signar pel seu nou club, Roberto Baggio es va lesionar molt greument en partit de la lliga contra el Rimini d'Arrigo Sacchi. Aquesta va suposar la seva primera lesió al genoll dret, una lesió gravíssima amb trencament del lligament encreuat anterior, de la càpsula, del lligament col·lateral i del menisc. Reconstruir-ho tot plegat li va suposar 220 punts interns. Aquesta lesió gairebé l'impedeix tornar a jugar al futbol i el marcarà tota la vida, ja que el jugador considera que des d'aleshores, amb 18 anys, "només ha pogut jugar amb una cama i mitja i sempre amb dolors". Tot i la greu lesió, el president de la Fiorentina va decidir no anul·lar el seu fitxatge. Van operar-lo a França un mes després de l'infortuni, i les setmanes posteriors van ser tot un calvari físic i emocional pel jugador, que va arribar a aprimar-se 12 kg, fins a arribar a pesar només 56.

### Fiorentina, lesió i ressorgiment - Mundial 1990
L'estiu del 1985 va marxar a Florència, aquesta ciutat i el seu club marcaran per sempre la vida del jugador. Allà va passar dos anys eterns recuperant-se de la lesió, es va iniciar en el budisme, va conèixer al seu massatgista i amic, es va enamorar de la ciutat i de la seva gent, es va casar amb la seva dona i va renéixer com a futbolista fins a consagrar-se com un dels millors del planeta.
La recuperació va ser segons el mateix jugador un Vietnam, li semblava que l'operació no havia anat bé i es passava de dilluns a dissabte entrenant dos cops per dia, vivint totalment aïllat fins al punt d'oblidar-se de recollir durant 5 mesos els xecs per cobrar el seu salari. A poc a poc va millorar, en part gràcies al massatgista que va conèixer gràcies al seu company d'equip Aldo Maldera. La recuperació va seguir positivament fins que el febrer de 1986 va tornar a trepitjar la gespa en partit oficial i el 21 de setembre va debutar a la Serie A contra la Sampdoria. Quatre dies després es va tornar a lesionar al mateix genoll, i el jugador va reconèixer que el seu primer pensament va ser abandonar i deixar-ho tot. Però no va fer-ho, sinó que va tornar a fer la recuperació evitant una nova operació, ja que s'hi va negar. El 6 de gener de 1986, en un amistós es va lesionar novament el menisc però aquest cop es va trencar. Operar-se va resultar inevitable i els següents mesos van ser molt durs, tot i que la cirurgia va ser molt més simple i els dolors no van ser tant forts. Finalment, després de dos anys de calvari, el jugador va poder tornar a sentir-se futbolista en jugar els 4 darrers partits del campionat. El 10 de maig de 1987, tot i no trobar-se en les millors condicions, va marcar de falta el seu primer gol a la lliga. contra el Nàpols de Diego Armando Maradona. El resultat final d'1 a 1 va suposar la permanència de l'equip Toscà i el primer Scudetto pel Nàpols.
En la següent temporada (1987-1988), va començar a jugar amb major regularitat en l'equip dirigit per Sven-Göran Eriksson. Va participar en un total de 27 partits de lliga en els quals va marcar 6 gols. No va ser una gran marca perquè el jugador estava encara en un baix nivell de forma i sentia que als deu minuts ja estava fos físicament, sense força ni resistència. Una sensació que l'afectava a nivell psicològic perquè no se sentia com un futbolista jove sinó com futbolista veterà. Va ser en aquest període que va iniciar-se en el món del budisme, fet que el va ajudar molt per a recuperar la seva autoestima, que en aquells moments es trobava a nivells molt baixos. Aquella temporada va alternar llargues llacunes on desapareixia amb jugades molt bones. Una d'aquestes va ser en l'enfrontament de la segona jornada de lliga al camp del Milan. L'equip va guanyar amb dos gols seus, un d'ells de gran bellesa i qualitat, que va fer que l'afició de San Siro aplaudís dempeus. A partir d'aquell moment el seu progrés va ser ascendent i va esdevenir portada en el panorama futbolístic italià. El 16 de novembre de 1988 va ser convocat per primera vegada amb la selecció de futbol d'Itàlia per jugar un amistós contra els Països Baixos amb motiu del 90è aniversari de la Federazione Italiana Giuoco Calcio. La temporada següent va ser l'any de la seva consolidació física i va consagrar-se com una de les figures de l'equip. Va anotar 15 gols en 30 partits, que tot i no ser una xifra espectacular, van captivar als seguidors de l'equip gràcies a la seva qualitat i varietat. Més tard, el migcampista argentí Miguel Montuori, va dir que el jugador era més productiu que Maradona pel Nàpols i que era sens dubte el millor 10 de la lliga i això que encara havia de donar molt de si.
En la temporada 1989-1990 va dur a la Fiorentina a la zona mitja de la classificació. El jugador va finalitzar segon a la llista de màxims golejadors amb 17 gols, per davant de Maradona amb 16 i només superat pels 19 de Van Basten. Aquell any l'equip va arribar a la final de la UEFA, però va perdre enfront del seu etern rival, la Juventus FC de Torí. A finals d'aquell mateixa estació va rebre el Trofeu Bravo, atorgat per la prestigiosa revista Guerin Sportivo al millor futbolista jove menor de 23 anys, una distinció individual però important al mateix temps per un club com la Fiorentina. En aquests 5 anys es va convertir en un autèntic ídol de la ciutat de Florència i quan abans de l'estiu va saltar la notícia que s'estava negociant la seva venda a la Juventus, van produir-se diverses manifestacions violentes en contra de la seva sortida del club, amb un balanç final de 15 arrestats, 50 ferits, 36 denúncies i 54 detinguts. Baggio es va trobar en una situació surrealista perquè ell no havia fet cap moviment per deixar el club ni tenia la intenció. Era molt feliç a Florència, i malgrat que s'acabava de comprar una casa a la ciutat, el propietari del club, Pontello, estava decidit a vendre'l per una gran quantitat de diners. Els següents dies van ser molt tensos i el jugador va declar: "Seguiré a Florència, ho escriuré als murs". Dies més tard es va reunir amb Mario Cecchi Gori, que volia a comprar el club a Potello, per dir-li que volia seguir al club i que si ell comprava el club s'hi quedaria tota la vida. Dies més tard Mario es va posar en contacte amb Baggio per dir-li que Pontello l'havia venut des de feia temps a la Juventus sense parlar amb el mateix jugador. A més, Pontelo li va dir a Mario que si el jugador no marxava no li vendria el club i que si Baggio es quedava faria un equip per baixar a la Serie B. Després d'aquesta conversa es va adonar que la seva marxa a l'etern rival era inevitable. D'aquesta manera es va produir la venda del jugador per l'extraordinària suma de 25 mil milions de lires (uns 13,1 milions d'euros), fet que va suposar el fitxatge més car de la història fins al moment.

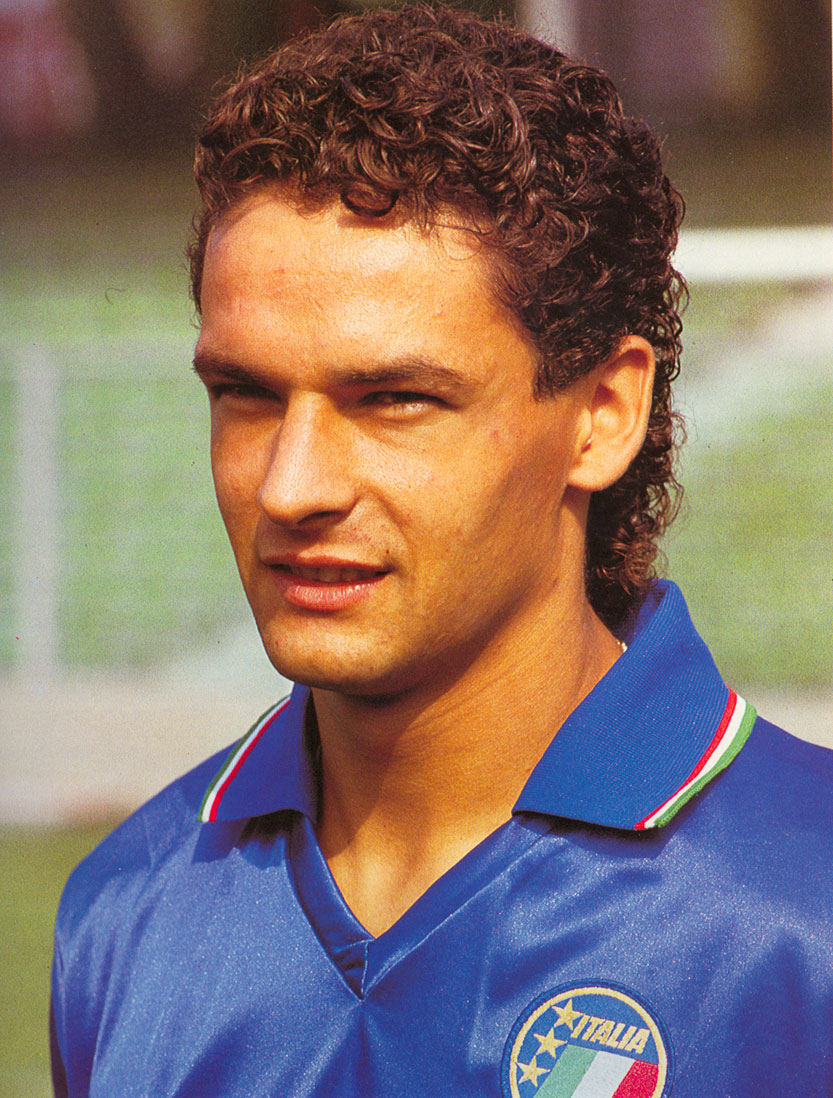
Roberto Baggio al Mundial d'Itàlia 90

Abans de debutar amb la Juventus es va celebrar la Copa del Món de Futbol de 1990 a Itàlia i Baggio era un dels convocats de la seva selecció. Els dies abans de l'inici del torneig la selecció es va concentrar a Coverciano, al costat de Florència. L'ambient de tensió que envoltava el jugador no era el millor per preparar una competició tant important però tot i així el jugador va fer un bon paper, anotant dos gols en els cinc partits que va disputar. Un dels gols, el que va fer enfront Txecoslovàquia va venir després d'arrencar la jugada des de la meitat del camp. Aquest gran gol va suposar segons el mateix jugador "Una alliberació, levitar, aconseguir finalment la seva pau." Tanmateix és un dels millors gols de la seva carrera i va ser escollit per la FIFA com el setè millor gol de la història dels mundials. A semifinals contra l'Argentina el tècnic va decidir que en lloc de Baggio el titular seria Gianluca Vialli, Roberto no va entrar fins al segon temps amb 1-1 al marcador. El resultat no es va moure i Itàlia va quedar eliminada als penals. En el partit pel 3r i 4t lloc contra Anglaterra, Baggio va dur l'equip a la victòria en anotar un gol i donar-ne un altre a un company per completar el resultat de 2-1.

### Juventus, l'època d'or - Mundial 1994
Després del Mundial d'Itàlia va iniciar el romanç amb la Juventus de Torí. En els 5 anys que va estar-hi va collir els seus majors èxits a nivell de títols i es va erigir com un dels millors futbolistes de la dècada. Amb aquest equip va obtenir una Lliga italiana de futbol, una Copa d'Itàlia i una Copa de la UEFA, a més de rebre els premis individuals de major prestigi a nivell mundial. Malgrat tot mai va integrar-se totalment al club ni a la ciutat, que a diferència de Florència no estimava.
En el seu primer any va haver una gran expectativa i recel al seu voltant; el preu del fitxatge pagat, el paper amb la selecció amb el gol contra Txecoslovàquia, la polèmica sortida de Florència, i les declaracions del jugador dient que el mundial el va jugar com a "fiorentino i no com a juventino", van fer que molts ulls estiguessin sobre d'ell. La seva no va ser l'arribada somiada, ja que molts seguidors van considerar que el jugador havia ferit l'orgull de la "Vecchia Signora" i això que encara no havia jugat ni un sol minut.
No se sentia a gust a la ciutat i finalitzats els entrenaments se n'anava directament a casa amb la seva dona embarassada. La premsa el va criticar assegurant que no s'integra-va al grup, de ser inconstant i de no saber exercir de líder per a l'equip. Tot i això, Baggio tenia bona sintonia amb l'entrenador Gigi Maifredi, ja que aquest va tenir paciència i va entendre la situació complicada del jugador, que no era estimat a la seva nova casa ni de la que acabava de marxar i que tant estimava.
Els dos partits de lliga contra la Fiorentina van accentuar l'estranya situació entre els aficionats de la Juve i el jugador. Al desembre, al camp de la Juventus Roberto Baggio va fer un partit molt fluix, jugava amb febre i el dia abans havia nascut la seva primera filla, ell hagués preferit no jugar el partit i estar amb la família, però va decidir jugar-lo. El patit de tornada disputat el 6 d'abril de 1991 va passar a la història. L'hotel de concentració de la Juventus al costat de Florència estava blindat i a l'hora del partit l'estadi Artemio Franchi era tot un infern per rebre al seu antic ídol. Durant el partit la Juventus va comptar amb un penal a favor, tothom creia que el xutaria Baggio, un autèntic especialista en aquesta mena de llançaments i a més a més, primer xutador de l'equip, però per sorpresa de tots el va llençar Luigi De Agostini i el va fallar. Moments després Baggio va ser substituït i mentre es dirigia als vestidors un aficionat li va llençar una bufanda de la Fiorentina que Baggio no va dubtar en recollir en una atmosfera surrealista de xiulets i aplaudiments. La derrota final per 1 a 0 i la confusió generada pel penal no xutat per Roberto no va causar cap gràcia a la premsa de Torí, on fins i tot el van acusar de traïdor. El jugador va aclarir que el dia abans del partit havia acordat amb l'entrenador que si hi havia un penal ell no el llançaria, perquè el porter de la Fiorentia coneixia la seva manera d'executar els penals. L'entrenador va estar d'acord i així van acordar que si es donava el cas xutaria De Agostini.
Dies més tard l'equip havia de jugar les semifinals de la Recopa d'Europa de 1990-91 envers el Futbol Club Barcelona. L'ambient estava molt caldejat i el president va oferir la renovació al jugador per asserenar els ànims i tranquil·litzar-lo, Baggio va assegurar que se sentia en deute amb el club. Finalment van perdre tot i el gol de la victòria de Baggio en el partit de tornada. Segons el mateix jugador, aquesta derrota va ser una de les majors decepcions de la seva carrera futbolística.
La següent temporada Trapattoni va passar a ser el nou entrenador, amb ell l'equip va arribar a la final de la Copa i a la lliga va resultar impossible superar al Milà. Sota les ordres del nou tècnic, Baggio va jugar més endarrerit de la posició idònia per desenvolupar el seu joc. Amb la selecció però, jugava a la seva posició natural i va realitzar actuacions decisives per classificar a Itàlia pel Mundial dels Estats Units de 1994. Va concloure la temporada segon de la taula d'anotadors i amb Michel Platini declarant: "Baggio no és un 9½", referint-se a la seva posició ideal al terreny de joc, tot i que alguns periodistes van considerar tal afirmació una crítica de Platini cap al que molts consideraven el qual havia de ser el seu substitut.
Una temporada després l'equip es va reforçar amb Gianluca Vialli un fitxatge que havia de permetre plantar lluita pel campionat de lliga. Va ser l'any de la consagració de Baggio a la Juventus i a nivell mundial. En aquell moment ja era el capità de l'equip, i tot i les seves bones jugades i actuacions i que el jugador anava a més, la Juventus el va intentar canviar per Lorenzo Minotti del Parma durant el mercat d'hivern d'aquell any. La seva relació amb els aficionats juventins van millorar gràcies a la seva qualitat i als seus gols, entre els quals van destacar el gol de la victòria en el derbi contra el Torino, i el 1-3 provinent d'una jugada iniciada des del mig del camp del Milà. Aquell dia, novament tot San Siro va aplaudir la seva genialitat.
Aquella temporada va acabar anotant 21 gols a la lliga, quedant de nou segon a la taula del pitxitxi darrere de Marco Van Basten i l'equip va finalitzar quart. Aquell any però, l'equip es va obrir pas per Europa i va arribar a la final de la Copa de la UEFA gràcies a dos gols de Roberto que van suposar la remuntada en el partit de semifinals enfront del Paris Saint Germain. En la final disputada a dos partits contra el Borussia Dortmund, va tornar a anotar dos gols en el partit d'anada que van capgirar el resultat i que van esdevenir decisius per a la victòria final (1-3). La gran temporada tant a nivell individual com amb el club no va passar inadvertida per ningú i els seus fabulosos èxits el van fer vencedor dels premis individuals de major prestigi internacional: FIFA World Player, escollit millor jugador per World Soccer i la Pilota d'Or, esdevenint el tercer italià en rebre aquest premi després de Rivera i Paolo Rossi.
La temporada 1993-1994, el Milà va tornar a ser el clar dominador del campionat de lliga i la Juventus va quedar segona. La vecchia Signora va perseguir l'èxit a Europa però tot i l'esforç per tornar a vèncer la UEFA, van caure eliminats a quarts de final contra el Cagliari.
L'estiu d'aquell mateix any es va celebrar la Copa del Món de Futbol 1994 als Estats Units. Aquí Baggio es va consagrar com un dels millors futbolistes italians de la història, portant a Itàlia fins a la gran final a l'anotar un total de 5 gols, tots ells decisius.
L'equip i el mateix futbolista no van rutllar del tot bé en el primer partit contra Irlanda. Finalitzat el partit Sacchi va parlar amb el jugador i el va equiparar com Maradona per l'argentina. Això, en comptes de pressionar va motivar al jugador, que ja era conscient del seu pes a l'equip, però en el següent partit contra Noruega, el porter Gianluca Pagliuca va ser expulsat als 20 minuts, i amb un home menys el jugador que va marxar per donar lloc al porter suplent va ser Baggio. El jugador va quedar molt sorprès pel seu canvi i va marxar dient "Això és una bogeria". Malgrat els contratemps van superar la lligueta com a millors tercers amb un balanç d'una victòria, un empat i una derrota. A vuitens de final Itàlia es trobava entre les cordes en l'enfrontament contra Nigèria més quan Amunike va avançar als campions africans a l'inici del partit. Itàlia, amb un home menys durant gran part del partit per l'expulsió de Gianfranco Zola, estava perduda fins que al minut 88 va aparèixer el líder que italiana esperava amb Baggio anotant el gol de l'empat amb un xut de primeres, en diagonal i ras que el porter africà no va poder aturar. A la pròrroga Baggio va tornar a ser decisiu a l'anotar al minut 100 el gol de la victòria des del punt de penal.
Als quarts de final el combinat italià va eliminar Espanya per 2 a 1, amb gols de Dino i el decisiu obra del mateix Baggio. Aquest va marcar un gol extraordinari aprofitant una passada llarga de Giuseppe Signori, va driblar Zubizarreta i gairebé sense angle va llençar un xut que va arribar al fons de la xarxa sense que Abelardo hi pogués fer res.
A les semifinals, contra Bulgària, el jugador va tornar a ser el salvador de l'equip a l'anotar els dos gols del seu equip, portant així a la selecció italiana fins a la final contra Selecció de futbol de Brasil. Els dies previs a la final, Itàlia estava pendent de l'estat de salut del crack, ja que un estirament al muscle dret de la cama amenaçava amb impedir-li jugar la final. Hi havia un 50% de possibilitats de jugar-la, tot i que el jugador ha manifestat que l'hagués jugat encara que li hagués mancat una cama. Finalment tot i no estar en les millors condicions físiques, va disputar el partit al Rose Bowl de Pasadena. El partit va estar dominat per les defenses d'ambdós equips i Baggio va ser aturat amb constants faltes. Tant fou així que el partit, que es preveia que fos resolt per Romário o Baggio, estava 0-0 finalitzats els 90 minuts i les dues pròrrogues. A la loteria dels penals Brasil va vèncer després que Franco Baresi, Massaro i Roberto Baggio erresin els seus llançaments. Baggio, tot un especialista des dels onze metres, i que havia estat l'heroi de l'equip durant tot el torneig, era el darrer llançador italià. La pressió era màxima: Si fallava Itàlia perdia i si anotava tot estava en mans del 5è xutador brasiler, ja que en cas d'anotar donava la victòria als carioca. Baggio era coneixedor del fet que Cláudio Taffarel, el porter brasiler, sempre es llençava cap als costats així que va decidir llençar pel mig, a mitja alçada perquè no pogués ni aturar-la amb els peus. Va ser una decisió encertada, perquè es va llançar cap a l'esquerra, però la pilota va marxar massa alta. Roberto es va quedar immòbil al mateix punt de penal abans de caure a terra, mentre Brasil celebrava el seu quart campionat. Al primer llibre de la seva autobiografia, el jugador manifesta que aquest va ser el pitjor moment de la seva carrera, i que li va afectar durant els següents anys. Assegura que encara avui somia aquell instant i que si pogués esborrar algun moment de la seva etapa futbolística segurament seria aquest. Després d'això Sacchi va canviar d'actitud cap al jugador i cada cop el va convocar amb menys freqüència, tot i que seguia sent una referència a l'equip.
Acabades les vacances post-mundial, la temporada de clubs semblava iniciar-se de la millor manera pel jugador tot i arrossegar molèsties de la lesió del mundial. Mostrava un bon estat de forma i va marcar tres gols que van suposar tres victòries a l'inici de lliga. Tot i això el 27 de novembre en un partit al camp del Padova, va marcar un esplèndid gol que suposava l'1 a 2, però es va lesionar al genoll dret. Després d'això, el nou entrenador Marcello Lippi va donar l'oportunitat a un jove Alessandro Del Piero, el qual va aprofitar l'oportunitat amb bones actuacions. Baggio va tornar al cap de 5 mesos i va marcar gols decisius tant al campionat de lliga com a la Copa. L'equip va guanyar ambdós trofeus però va perdre la final de la Copa de la UEFA contra el Parma. Baggio va finalitzar la temporada amb un balanç de 8 gols i 4 assistències en 17 partits oficials i amb problemes per renovar la continuat amb la Juve. A l'estiu es van intensificar les negociacions per a la seva renovació, però aquestes es van complicar. La directiva tenia en compte una variant que a inicis de temporada no existia: el jove Del Piero era un jugador emergent que podia esdevenir important per a l'equip i agafar el relleu de Baggio. A partir d'aquest context, van pressionar al jugador oferint-li la possibilitat de continuar només si acceptava la rebaixa d'un 50% del seu salari, al voltant del milió d'euros de l'època, tot i que van filtrar als mitjans que l'oferta rondava els dos milions anuals. El jugador no va acceptar la proposta i davant d'aquest canvi forçat d'aires, multitud d'equips d'arreu del món es van interessar per fitxar-lo. Els millors equips italians com el Parma, Inter, Lazio o Fiorentina, també van fer ofertes. En el cas de la Fiorentina, el jugador va dir que tot i l'interès mostrat en diverses ocasions, ell sempre havia tingut clar que no volia tornar a jugar amb la Fiorentina, en part pel tracte dispensat per part d'alguns aficionats cap al jugador després de la seva marxa a la Juventus. A Europa els equips de primer nivell mundial també s'afegeixen a la llista; Manchester United, Reial Madrid, Blackburn Rovers o el Barça de Cruyff, són descartats, perquè el jugador creia que si emigrava perdria per sempre tota possibilitat de jugar amb la selecció. D'altra banda els equips japonesos també van intentar fitxar-lo, però Baggio va decidir anar al A.C. Milan per dues temporades, tot i que la preferència de la Juventus era vendre'l a l'Inter.

### Etapa de transició a Milà
La primera temporada a la capital de la Llombardia va coincidir amb l'entrenador Fabio Capello, l'equip va dur un bon rumb a la lliga i els mitjans esportius van debatre sobre quina havia de ser la posició en l'onze de Roberto (Davanter centre, Mitja punta o interior). També van posar en dubte la seva compatibilitat amb Dejan Savićević, esmentant un possible conflicte arran de la pugna pel dorsal 10, que es del de Montenegro. Tot plegat va ser desmentit pel mateix Baggio i als terrenys de joc sempre es va veure una òptima compenetració tant amb Savićević com amb l'altre davanter, el liberià George Weah, essent aquesta una de les temporades amb major nombre d'assistències de gol del jugador, 10 en 28 partits de lliga. Inicialment Baggio era titular en gairebé tots els partits i va assumir el rol de primer llançador dels penals de l'equip, però al cap de pocs enfrontaments, el tècnic va creure que no era capaç de jugar els 90 minuts complets i el va substituir amb regularitat. Aquesta situació no va convèncer el jugador, ja que era canviat quan els partits es trencaven a favor del Milà i del seu joc. Va concloure la temporada guanyant el campionat de lliga, la segona consecutiva i darrere del jugador.
Aquell estiu l'entrenador de la selecció italiana, Arrigo Sacchi va realitzar la convocatòria per la Eurocopa de 1996 en la qual Baggio no va ser convocat, fet que va sorprendre a periodistes.
La temporada 1996-1997, va arribar un nou entrenador a Milà, Óscar Washington Tabárez, aquest va manifestar que confiava en un atac format pel diví de la cueta i George Weah. Baggio va jugar de titular els primers partits, però la crisi de resultats van fer que l'entrenador posés a Marco Simone en lloc de Baggio. Poc després Tabárez va ser destituït i reemplaçat per Arrigo Sacchi, amb el qual Baggio no tenia una bona relació a causa dels afers a la selecció. La situació es va tensar i Baggio va ser relegat com a primer llançador de penals per Demetrio Albertini, i posteriorment el seu lloc a la davantera va ser ocupat per Christophe Dugarry. A la davantera rossonera no hi havia lloc per a ell, tot i tenir el suport dels aficionats. La temporada es va convertir en un calvari tant a nivell futbolístic com personal, perquè el jugador perd 3,6 milions d'euros en una estafa internacional. La seva poca continuïtat fa que el seu joc surti repercutit notablement, perquè el jugador és bradicàrdic i necessita una mica més de temps de l'habitual per a entrar als partits o, cosa que és el mateix, com més juga més entra en els partits. La temporada va avançar de manera irregular pel jugador, tot i així, algunes de les seves accions van salvar a l'entrenador, que dirigia un equip allunyat de les primeres posicions de lliga. Al febrer les seves desavinences es va fer publiques, el jugador no podia més amb l'entrenador i va declarar que no podia fer les paus amb aquest i que era massa tard per recuperar la relació, però que seguiria donant-ho tot pel club. Malgrat la situació del jugador, el 30 d'abril de 1997 va ser convocat per jugar amb la selecció un partit classificatori pel Mundial de 1998 contra Polònia. El nou seleccionador, Cesare Maldini el va fer entrar a la mitja part i en cinc minuts va marcar un gran gol. El públic de l'estadi San Paolo de Nàpols va ovacionar al jugador demanant la seva continuïtat amb la selecció i el jugador va finalitzar realitzant un partit superd.
Als dies següents es va tornar a parlar sobre la situació de Baggio a Milà, però Sacchi va seguir sense comptar-hi, fet que va representar els moments més complicats en la seva relació ja molt deteriorada. La lliga va concloure amb el Milà en 11a posició i Sacchi abandonant la banqueta de l'equip. Amb aquesta situació, club i jugador es van reunir per negociar la renovació, el jugador es va presentar a la reunió milanista amb intenció de continuar, però el retornat Fabio Capello, no va mostrar cap confiança en ell, assegurant que si Baggio es quedava no estaria ni a la banqueta. Així doncs, es va tornar a veure en la forçosa situació de canviar d'aires.
Les negociacions amb el Parma van avançar ràpid tot i les elevades pretensions econòmiques tant del Milan, que el taxava al voltant dels 6 milions d'euros, com del jugador que cobrava més de tres milions d'euros. El jugador tenia l'oferta de l'equip de Parma com a prioritària, perquè li havien dit que tindria lloc per jugar, era al costat de casa seva (Caldogno), jugaria la Lliga de Campions i la ciutat era artística. Es va arribar a un principi d'acord però en el darrer moment es va trencar per la intervenció de Carlo Ancelotti i d'Enrico Chiessa. El nou tècnic del Parma, anava a debutar a la sèrie A i no estava disposat a fer lloc a Roby modificant l'esquema 4-4-2, formació que li havia portat bons resultats amb l'ascens de la Reggiana de la Serie B a la A. Posteriorment el tècnic ha manifestat que aquesta va ser una mala decisió i que hauria d'haver comptat amb Baggio encara que hagués hagut de fer canvis tàctics.
Udinese, Barça, Atlètic de Madrid, València, equips d'Anglaterra, Japó i Alemanya van intentar el seu fitxatge. Finalment el 17 de juliol va anunciar que jugaria dues temporades al Bolonya Football Club 1909. Va agrair el suport de la directiva, del president Silvio Berlusconi i sobretot de l'afició rossonera i va assegurar que tenia dos objectius clars: Mostrar a la gent que no el volien a Milà que s'havien equivocat, i fer una bon campionat amb el Bolonya per poder anar al Mundial de França. L'elecció per un club mitjà de la lliga va sorprendre, i més tenint en compte que a Anglaterra i Japó li oferien el triple de salari, però el jugador creia que l'equip i la ciutat de Bolonya eren la millor elecció per despuntar i així ser convocat per anar al Mundial.

### Renaixement a Bolonya - Mundial de França 1998
La nova temporada la va iniciar amb canvi d'imatge, després de set anys es va tallar la famosa cueta dels cabells, un gest que molts van interpretar com la metàfora visual del que seria el renaixement del jugador, en una ciutat amb molt pes en el renaixement. Esportivament els bolonyesos eren històricament gent interessada pel bàsquet, amb dos equips de destacats a la mateixa ciutat. Amb l'arribada de Baggio, que ja era considerat un heroi d'Itàlia i un dels personatges més estimats, la ciutat es va bolcar amb el futbol, assolint aquell any, el record d'abonaments en una temporada, passant de 19.000 a final de la temporada anterior als 27.000 a l'inici de la nova.
L'entrenador que es va trobar, Renzo Ulivieri, era un home experimentat a les banquetes que duia 4 anys a la del Bolonya. Aquest no esperava el fitxatge d'un jugador com Baggio, i tot i declarar públicament que amb ell jugaria, no va veure amb bons ulls l'arribada d'un jugador que li prendria protagonisme. Segons va escriure posteriorment al llibre "La vera storia di Baggio a Bologna", ell havia fet un equip treballador amb el qual havia assolit els objectius a la lliga amb solvència i creia que un jugador com Baggio podia trencar l'equilibri d'aquesta fórmula. Opinava que el seu fitxatge era més aviat una estratègia de màrqueting i que els jugadors d'aquell equip caurien en la febre de jugar al costat del gran Baggio, perquè ningú no estava pas preparat per jugar amb un jugador tant famós com aquest, fet que paradoxalment podria fer baixar el nivell de l'equip.
L'inici de la lliga va ser fulgurant pel jugador i per l'equip, Baggio va marcar 8 gols en els primers 10 partits del campionat, esvaint així dubtes i motivant articles que afirmaven que havia renascut. Aquest gran inici va ser segons el jugador, en part a causa del fet que estimava la ciutat i la ciutat l'estimava a ell i això era molt important, perquè si s'estimava la ciutat on jugava i s'hi ambientava, el seu rendiment era molt millor. Dies més tard i per sorpresa de tots, Ulivieri el va fer asseure a la banqueta, amb unes maneres que Baggio va qualificar d'injustes i de vegades de degradants, com la dels partits contra el Milan i la Juventus, dos dels seus exequips. El 21 de desembre va ser la primera de les ocasions en que seuria a la banqueta; l'equip anava a jugar a Milà i la setmana abans del partit la premsa va enfocar l'atenció en el fet que es tractava del retorn de Baggio a Milà. Durant la setmana el jugador va haver de respondre preguntes al respecte per part dels periodistes i aquest va expressar l'emoció que li causava tornar a San Siro, per ell "un lloc on jugar era com tocar el cel amb el dit". El dia del partit, Ulivieri el va deixar inicialment a la banqueta per primera vegada en tota la temporada, i tot i que va entrar a la mitja part, Baggio va considerar-ho com una humiliació pública. En el següent partit contra el Brescia, el jugador va marcar els gols que van donar la victòria a l'equip per 2 a 1. Al mercat d'hivern l'Inter de Milà el va voler contractar però Baggio va preferir no canviar d'aires tot i els problemes sorgits amb l'entrenador. A mitjans de gener, quan semblava tot plegat podia tornar a la normalitat, la Juventus havia de visitar Bolonya i de nou els periodistes van enfocar l'atenció en el passat blanc i negre de Baggio i en el precedent del partit de Milà. Ulliveri va esperar a comunicar a l'entrenament del dia abans que Baggio no jugaria el partit, al·legant motius tàctics però Baggio només va veure motius personals i enveja mal dissimulada de l'entrenador cap a ell. Molt empipat va deixar el lloc de concentració de l'equip per marxar a casa. Un cop allà va parlar amb el president de la situació i li va dir que si la situació continuava així hauria de deixar l'equip. L'endemà no va anar a l'estadi a veure el partit que el Bolonya va perdre per 1 a 3, els periodistes van qualificar el partit com el partit que havia de ser Juventus contra Baggio i que va ser Juventus contra ningú. Després d'això Ulivieri va presentar la seva dimissió però no va ser acceptada pel president. Es van reunir al cap de dos dies, juntament amb Baggio i van signar unes paus de cara a la galeria. Baggio ha manifestat que si aquell partit l'hagués guanyat el Bolonya segurament tot hagués acabat molt diferent en els següents mesos. Van acordar que el següent partit contra la Lazio, Baggio seria suplent, després, asserenats els ànims el jugador va tornar a ser titular amb regularitat tot però l'entrenador el va anar canviant, fins al final de temporada, quan els partits estaven encarrilats a favor del Bolonya, fet que perjudicava directament al jugador per la seva Bradicàrdia i per la lluita del pitxitxi. Segons el jugador l'entrenador no volia que anotés massa gols, ja que si ho feia la premsa parlava massa d'ell.
El 18 d'abril de 1998 va rebre la capitania de l'equip, el jugador va personalitzar el braçalet amb els colors de la Sokka Gakai, més tard amb la lliga gairebé finalitzada, el jugador es va lesionar lleugerament i l'entrenador li va donar la capitania a Marocchi, assegurant al de Caldogno que quan tornés a jugar tornaria a ser el capità, aquesta circumstància no es va produir i Marocchi va ser capità fins al final del campionat.
L'equip va acabar en la 8a posició, fet que li va donar plaça per jugar la Copa Intertoto, amb la possibilitat de guanyar una plaça per la copa de la UEFA. A Bolonya havia tornat a ser el jugador decisiu i líder de l'equip, acabant amb uns registres de 22 gols en 26 partits, xifra que el va deixar molt a prop del "pitxitxi", però la inoportuna lesió i els canvis de l'entrenador el van deixar fora de la lluita pel guardó. El Bolonya va preparar el repte de la temporada següent contractant a Signori per formar dupla d'atac amb Baggio i portant a Carlo Mazzone com a nou entrenador. Un tècnic afí a les característiques de Baggio a diferència de Ulivieri. Malgrat aquests canvis i el fet de poder jugar la UEFA, el jugador va fitxar per l'Inter després de la insistència de Massimo Moratti, aquest ja havia intentat fitxar al jugador del qual estava enamorat del seu joc. Baggio va veure en aquest equip la darrera oportunitat de jugar en un gran equip que lluitava per la Lliga de Campions i la Lliga italiana, tot i saber-li greu marxar de Bolonya l'oferta era massa important per un jugador de 31 anys.
El 21 de maig, Cesare Maldini va publicar la llista de convocats i Baggio, que comptava amb el suport clamorós del públic i el valor de la gran temporada realitzada, va entrar a la llista. Això va suposar una gran victòria i satisfacció al jugador, que creia haver demostrat i merescut aquella plaça pel mundial. La Copa del Món de França, va esdevenir un debat constant entre el dualisme Del Piero i el mateix Baggio, els mitjans de comunicació se centraven en possibles lluites internes tot i que ambdós van assegurar que sempre havien tingut una bona relació. Baggio va assegurar que tenia una gran entesa amb ell al terreny de joc i que per ell era com un germà petit o el reflex d'ell mateix al mundial anterior. Per la seva banda el tècnic preferia apostar pel jove davanter juventí, tot i que aquest havia recaigut d'una lesió produïda a la final de la Lliga de Campions. Baggio que havia dit que no tindria cap problema a ser suplent de Del Piero, va trobar-se de titular en el primer partit contra Xile per culpa de la lesió d'Alessandro. Va formar la parella d'atac amb Christian Vieri i va mostrar ràpidament que era un dels jugadors més en forma de l'azzurra, realitzant una gran passada de gol a Vieri i anotant un penal que ell mateix havia provocat i que va suposar el gol de la victòria, ja que prèviament Xile havia empatat. La seva gran actuació titulada com "El retorn de l'ídol" va mantenir el debat sobre el “dualisme” als mitjans de comunicació d'arreu. Al segon partit Itàlia va guanyar 3-0 contra Camerun, Baggio va fer una assistència de gol i li van anul·lar un gol per fora de joc inexistent, però la seva actuació va ser un xic menys brillant, per la duresa dels africans, i al minut 65 va ser substituït per Del Piero. En el tercer partit contra Àustria, Del Piero surt de titular. No va jugar gaire bé i a la mitja part va ser canviat per Baggio, el qual va marcar el 2-0. Els seus dos gols anotats en aquest mundial van suposar igualar el record de Paolo Rossi amb 9 gols i passar a ser l'únic jugador que ha anotat en tres Mundials diferents.
A vuitens de final el rival era Noruega, Baggio no va disputar cap minut tot i que estar-se escalfant durant tota la segona part. Aquesta situació, no va passar desapercebuda pels aficionats italians, els quals van increpar a l'entrenador i li van demanar l'entrada del jugador, Maldini en un gest poc habitual els va contestar des de la banqueta.
A quarts de final el rival era França, Baggio va tornar a iniciar el partit des de la banqueta tot i les veus en contra, ja que Del Piero no estava fent un bon mundial i en canvi Baggio estava tenint un paper decisiu, finalment va entrar al minut 50 pel mateix Del Piero. Baggio va quallar uns bons minuts i gairebé va marcar un gran gol que marxar a pocs centímetres del pal i que hagués suposat un gol d'or. Després de les prorrogues es va arribar a la fatídica ronda de penals, Baggio va ser un dels xutadors d'Itàlia i tot i que va marcar el seu llançament van ser eliminats, sent la tercera vegada que queia eliminat d'un Mundial als penals.

### Inter, retorn agredolç a Milà
Finalitzat el Mundial era moment de jugar amb l'Inter, un altre dels grans del Calcio. El contracte era per tres temporades amb un salari a la vora de 3 milions d'euros anuals. Com sempre abans de signar amb el club, va rebre moltes ofertes d'altres equips destacats com ara el Reial Madrid, l'Arsenal o el Parma entre d'altres. El seu fitxatge va causar eufòria a Milà, on va ser rebut de nou com un ídol i va afavorir a sumar 10.000 nous socis al club.
El club dirigit per Gigi Simoni, era el darrer campió de la Copa de la UEFA i aspirava a tots els títols possibles, però la temporada 1998-1999 va ser dolenta a nivell esportiu i una de les més controvertides de la història del club. Van patir una plaga de lesions, que no van afectar Baggio però si a l'altre crack de l'equip: Ronaldo. Els canvis d'entrenador van ser constants, fins a 4, i el mateix Vieri va dir que l'ambient era un infern. A la lliga l'equip va realitzar una temporada nefasta, els entrenadors que van anar arribant havien de treballar escoltant rumors al voltant de l'arribada de Lippi, els jugadors no tenien el cap en aquella temporada i l'equip va rondar perillosament els llocs de descens a la Serie B. Una de les poques satisfaccions va ser l'eliminatòria de la Lliga de Campions contra el Reial Madrid, el vigent campió. El 25 de novembre en el partit de tornada a l'estadi Giuseppe Meazza, l'equip havia de guanyar per seguir endavant i empatava a manca de 4 minuts pel final. Baggio que havia entrat feia poc va marcar els dos gols que van provocar l'èxtasi general.
La segona temporada com a nerazurro, l'equip va començar amb Lippi com a nou entrenador per mirar de redreçar la situació. Aquest va utilitzar a Baggio en comptagotes a causa de totes les polèmiques sorgides, però va ser precisament Baggio qui va acabar salvant el cap de l'entrenador. Posteriorment Baggio va qualificar en la seva autobiografia a Lippi com un "Caudillo del vestuari", ja que va assegurar que li va declarar la guerra sense descans encara que no existís cap motiu ni cap lògica. El problema era que quan Baggio no jugava, els seguidors sempre parlaven d'ell i això Lippi no ho podia suportar, una cosa similar al que el va succeir a Ulivieri. Baggio suscitava aplaudiments i l'afecte esponati del públic mentre que l'entrenador tenia fama de ser el gran antipàtic i no era gaire estimat pels aficionats. Lippi va intentar destruir al jugador però no va tenir èxit en l'intent. Tots dos ja havien coincidit anteriorment durant el darrer any del jugador a la Juventus, aleshores no va haver-hi cap problema entre l'un i l'altre. Abans d'iniciar la temporada oficial, el nou tècnic interista i el jugador es van trobar de manera casual al març de 1999. Van conversar llargament sobre diversos aspectes l'equip. Lippi va assegurar que apreciava el compromís del jugador amb l'equip mostrat la temporada anterior i que comptava amb ell com a pilar de l'equip, veient-lo a l'esquerra de l'atac amb Ronaldo, formant la famosa dupla Ro-Ro. Van parlar d'algunes possibles incorporacions en què estava treballant Moratti: Clarence Seedorf o Luigi Di Biagio. El jugador entenia que Lippi semblava satisfet amb el jugador de la mateixa manera que era sabedor de l'estima del president. El representant del jugador va assistir dies abans a una reunió informal amb tots dos i Sandro Mazzola, en aquella reunió el tècnic va assegurar: "Si algú discuteix un jugador com Baggio, vol dir que alguna cosa no funciona". Al final de la conversa Lippi li va demanar al jugador si el podia ajudar a descobrir quins jugadors havien remat contra l'Inter l'anterior temporada i qui s'oposava a ell. Baggio va contestar que l'ajudaria de totes les maneres possibles però que no faria d'espia al vestuari. Posteriorment l'entrenador va admetre els fets, assegurant que va demanar "ajut" a altres jugadors de l'equip, però en aquell moment es va prendre molt malament la negativa del "Divino Codino" i això va esdevenir l'inici de la guerra contra Baggio. Durant la pretemporada van començar els atacs de Lippi cap al jugador, Baggio estava en molt bona forma perquè ell feia setmanes que s'entrenava pel seu compte, i en un entrenament va fer una passada de més de 40 metres a Vieri que aquest va aprofitar per anotar, el mateix Vieri i Christian Panucci van girar-se per aplaudir la passada del jugador. El tècnic va esclatar en fúria cap a tots dos jugadors, dient-los-hi que no estaven al teatre. Lippi no comptava amb ell ni en els entrenaments de faltes i penals, una de les especialitats del jugador, i més tard va assegurar a la premsa que no comptava amb ell per culpa dels problemes físics del jugador, cosa que Baggio va desmentir.
A l'inici de temporada el jugador va jugar en molt poques ocasions, era l'últim suplent dels suplents, en força partits l'entrenador el va fer escalfar tota la segona part per no sortir ni un minut. Un dia en un entrenament va fer una xerrada a tots els jugadors i va criticar de males maneres a Baggio, pel fet de dir a la premsa que Lippi no era una persona de paraula. Baggio el va replicar dient que expliqués el que li havia dit d'espiar abans d'iniciar la temporada, Lippi no va respondre. Uns dies més tard Baggio va portar un barret, segons ell casualment, on es llegia "Matam si no et serveixo", Lippi va tenir una conversa amb ell on de manera arrogant li va dir fins a tres vegades que lo millor era que marxés de l'Inter, que ja no era útil per aquell equip, volia que perdés la paciència però Baggio va restar impasiu. Va arribar el mercat d'hivern i tot i tenir ofertes de diversos equips, el jugador va preferir no marxar per una qüestió d'orgull. A finals de gener l'Inter es jugava les possibilitats de lluitar per la lliga al camp del Verona, la davantera estava molt malmesa a causa de les lesions de Vieri, Ronaldo i Zamorano però Lippi va comptar amb Recoba i Mutu. Baggio va entrar al camp amb el partit perdut per 1 a 0 i va revolucionar el partit, pressionant i ajudant en defensa, donant una assistència de gol i anotant el gol decisiu. Aquest partit va ser molt important pel jugador, ja que era la millor manera de contestar a les provocacions de l'entrenador. Lippi va semblar rendir-se a l'evidència dels seus errors i va assegurar: Vist el rendiment de Baggio, li hauria d'haver donat més minuts i trobar-li un espai a l'equip, si no ho havia fet fins aquell moment era perquè creia que altres jugadors li donaven més garanties. Tot i aquestes paraules la situació no va variar però a final de temporada, en el darrer partit Lippi es va trobar en una situació similar a la de Verona, però aquest cop el partit era el més important de la temporada. L'equip es jugava en partit únic i en camp neutral el pas a la Lliga de Campions de l'any següent, en el desempat contra el Parma. Aquesta vegada Lippi no podia córrer riscos ja perillava la seva continuïtat al club i va haver d'alinear a Baggio de titular. Robi va marcar dos esplèndids gols que van sumar-se a la llista de miracles futbolístics del jugador: El primer de falta extraordinària i el segon, per remuntar el gol de l'empat, una gran volea des de fora de l'àrea. El jugador va ser substituït poc després del seu segon gol amb una ovació de tot l'estadi Marcantonio Bentegodi de Verona.
Baggio havia assegurat que la seva continuïtat dependria principalment de si continuava o no l'entrenador. El president va explicar-li que volia que continués però que Lippi seguiria si es classificaven per la Lliga de Campions. Així, paradoxalment el partit de Baggio contra el Parma va salvar el coll a Lippi, ja que la victòria va donar a l'equip la classificació per a la Lliga de Campions i Baggio va haver de marxar com un heroi. Malgrat els esclats de classe que el jugador va mostrar en pocs minuts que va poder jugar, el seleccionador nacional Dino Zoff no el va convocar per a l'Eurocopa d'Holanda i Bèlgica, tot i les ja habituals mostres populars de suport cap al jugador.
El 2001 va publicar Roberto Baggio, Una porta nel cielo (2001), el seu primer llibre autobiogràfic. El títol està inspirat en un text realitzat per Lucio Dalla: "A veder giocare Baggio ci si sente bambini... Baggio è l'impossibile che diventa possibile, una nevicata che scende giù da una porta aperta nel cielo" ("Quan veus a Baggio jugar, et sents com un nen. Baggio és lo impossible fet possible, una nevada des de la porta del cel"). A més, la paraula porta en italià és polisèmica i també vol dir pal. Així pot interpretar-se com "Pal al cel" fet que pot semblar una referència al moment de Pasadena. El llibre va tenir molt ressò mediàtic i va crear força polèmica al voltant, segurament en part a causa del fet que la seva sortida a la venda va coincidir amb els mesos previs al Mundial del Japó i Corea, quan la polèmica sobre la convocatòria del jugador estava en boca de tot Itàlia. Un dels aspectes que va crear més controvèrsia, van ser els passatges en els quals el jugador explicava les vivències -polèmiques o no- que havia tingut al llarg dels anys amb alguns entrenadors com Arrigo Sacchi i especialment Renzo Ulivieri i Marcello Lippi, d'aquest especificava els problemes que va tenir a l'Inter de Milà. Lippi va assegurar que es querellaria contra el jugador però finalment no ho va fer. Uliveri per la seva part el va replicar temps més tard en el llibre "La vera storia di Baggio a Bologna".

### Brescia: Consolidant la divinitat - El somni del Japó 2002
Aquell estiu van intentar el fitxatge del jugador novament el Barça, i el Galatasaray, vigent vencedor de la UEFA. A part, va rebre ofertes milionàries del Japó, aquesta opció no la podia passar per alt però significava eliminar el somni d'anar al Mundial. Per això abans de tot va parlar amb Trappatoni, si aquest li hagués dit que era impossible la seva convocatòria hagués acceptat la via nipona, però les paraules del seleccionador van fer que decidís intentar-ho.
D'aquesta manera, coneixent les possibilitats reals d'anar a la cita mundialista, va posar tres premisses als clubs que el volguessin fitxar: Que juguessin a la Serie A, que fossin un equip del Nord proper a casa seva i que li donessin minuts de joc. L'Udinese i l'Atalanta el volien i reunien les premisses però va fitxar pel Brescia a raó d'uns 2 milions d'euros l'any. El motiu principal de la decisió, a part de complir les tres premisses, era l'entrenador que es trobaria, Carlo Mazzone el qual havia assegurat que faria un equip al seu voltant. Des del primer moment van tenir una gran connexió i en el contracte va fer afegir una clàusula que el permetia deixar el club en cas que el tècnic fos destituït. I és que Mazzone és una de les persones sobre la qual es desfà en elogis a les seves autobiografies. El Brescia serà el seu darrer club, en aquest militarà quatre temporades fins a la seva retirada com a jugador, aquí es veurà un cop més la seva qualitat i efectivitat anotadora.
Un any abans de l'inici del Mundial de Corea i Japó de 2002, ja s'escoltaven veus en favor de la convocatòria del capità per a aquest torneig. Tifosi i premsa volien veure complert el somni de Baggio de jugar el seu quart mundial, ho consideraven un premi merescut a la seva carrera i a la classe actual. La temporada no va començar bé, perquè una lesió no li va permetre jugar fins al 24 de febrer, era la 20a jornada de lliga contra la Fiorentina i va marcar dos gols. L'equip aleshores anava últim per la cua i en els següents partits el jugador va convertir-se en l'autèntic líder de l'equip, llençava totes les faltes, corners i penals, pressionava en defensa, situava als companys al camp, donava assistències de gol (10) i va marcar 10 gols decisius, que van suposar 15 punts vitals per un final de temporada espectacular. Cal destacar el gol de l'empat que va marcar contra la Juve a l'estadi Delle Alpi, provinent d'una passada d'Pirlo des de mig del camp, va controlar la pilota amb un sol toc que alhora va servir per driblar al porter Van der Sar. Ja salvats matemàticament, l'equip visitava el camp del Milan, amb 1 a 1 Mazzone va premiar al jugador substituint-lo pocs minuts abans del final per rebre l'ovació de l'afició milanista, conclòs el partit l'ex seleccionador Cesare Maldini va assegurar que si continuava jugant així es mereixeria anar al Mundial. El Brescia va finalitzar la lliga en una històrica setena posició, aquest èxit va ser considerat com una intervenció divina. Tot i no jugar en competicions europees ni ser un membre de la selecció, la seva gran temporada no va passar per alt i va ser un dels 50 nominats per la Pilota d'Or, en la qual va quedar en un notori 25é lloc.
El gran nivell mostrat pel futbolista que aviat compliria 35 anys, va provocar novament l'interès d'equips més grans. Baggio, centrat en l'objectiu de jugar al Mundial del seu estimat Japó, no va dubtar a romandre a Brescia sempre que ho fes també l'entrenador. La temporada 2001-2002 era decisiva i el jugador va afirmar que finalitzada aquesta es retiraria. L'equip es va reforçar amb jugadors destacats com Luca Toni o Pep Guardiola, el qual es perdria gran part de la temporada per una acusació de dopatge. L'equip va iniciar la temporada amb la Copa Intertoto, van arribar a la final a doble partit contra el Paris Saint Germain, Baggio va marcar el gol del Brescia que feia el 1 a 1, però van perdre.
A la lliga, Baggio va començar millor de com havia finalitzat l'anterior, amb un fulgurant inici de temporada en el qual va marcar 8 gols en les primeres 9 jornades, incloent-hi un hattrick contra el màxim rival del Brescia: l'Atalanta. El 6 d'octubre la selecció disputava a Parma un partit decisiu per la classificació del Mundial. Tot i que Baggio no va jugar mai a Parma, es va produir un fet històric quan de sobte el públic local va començar a corejar el nom del jugador que no estava ni convocat Alhora van haver xiulets per Del Piero cada cop que tocava la pilota. El tècnic va assegurar que aquestes coses feien mal al futbol, però l'afició volia al pitxitxi del campionat, al més fort i un dels més estimats, i trobaven injust que mai fos ni convocat. En els quatre partits següents va mantenir el gran nivell, anotant 3 gols més que el van situar pitxixi del campionat i a l'equip fins a una històrica quarta posició.Itàlia seguia reclamant a Trapattoni la convocatòria del jugador, però quan semblava que tard o d'hora els seus mèrits farien inevitable la seva convocatòria, el 29 d'octubre de 2001 es va lesionar en el partit contra el Venezia. La lesió podia ser greu, la primera ressonància donava un 80% de possibilitats de trencament del lligament creuat, el jugador volia evitar fos com fos una nova operació i abans de conèixer la diagnosi final, es va concentrar en pregaries de fins a 10 hores diàries. Finalment la diagnosi definitiva va revelar que la ruptura dels lligaments era inexistent o mínima, fet que el jugador insinua que és fruit del poder curatiu de les pregaries. Així la lesió passava a ser lleu, però en comptes d'operar va preferir reforçar el múscul, fet que considera una decisió errònia.
La Federació Italiana de Futbol va obrir una investigació per la denúncia de Baggio cap a Fabio Bilica, ja que va assegurar que el va amenaçar dient: "Tu al mundial no vas, et trencaré la cama". Tot i l'infortuni Trapattoni va assegurar que no el descartava pel Mundial de Corea i Japó.
El 23 de gener, tres mesos després de la lesió, Baggio va sortir de titular en l'anada de les semifinals de la copa contra el Parma. El partit però, es va suspendre just abans d'iniciar-se a causa de la notícia de la mort de Vittorio Mero, jugador que no anava a jugar el partit. Al saber la notícia Baggio va llençar els guants a la gespa, va dir-li a l'àrbitre que no jugarien i va anar a informar als companys, els quals van abandonar el camp entre llàgrimes. El diumenge següent l'equip jugava a Lecce, Baggio va ser-hi i van guanyar per 0 a 3, amb un darrer gol obra d'Emanuele Filippini, un dels millors amics de Mero i que feia així el seu primer gol a la Serie A. El 30 de gener es va disputar el partit suspès de la copa; Baggio va entrar en el segon temps en un partit que realment semblava maleït, ja que al minut 56 va caure lesionat. Aquest cop el lligament encreuat anterior del genoll i el menisc extern es van trencar i el Brescia va perdre l'eliminatòria per un global de 4 a 1.
Aquesta nova i greu lesió semblava trencar definitivament totes les possibilitats d'anar al mundial, el jugador es va adonar des del primer moment de la magnitud de la lesió i quan al vestuari va veure que no podia estendre la cama, els seus primers pensaments van ser que s'havia acabat la lluita pel somni.
Posteriorment va recapacitar i a diferència de la lesió de l'octubre on va pensar en deixar-ho córrer, aquest cop va decidir operar-se de manera immediata (el 4 de febrer) per tal de recuperar-se lo abans possible. El temps estimat de recuperació per aquesta lesió era d'entre 4 i 6 mesos, però hi havia el precedent d'un jugador que ho havia fet en 90 dies; era Carlo Nervo i havia jugat amb Baggio a Bolonya. El doctor de l'operació va calcular que en el millor dels casos, si tot anés com en el "cas Nervo", podria recuperar-se en 100 dies i així jugar el darrer partit de lliga el 5 de maig. Robi es va aferrar en aquesta esperança i va dir que no es descartava per a la cita mundialista, així el 12 de febrer va iniciar la recuperació a un centre especialitzat on va treballar entre 10 i 12 hores diàries. Vivia només per recuperar-se al més aviat possible amb els objectius de jugar aquell darrer partit de lliga amb el Brescia, que l'equip se salvés (estava a llocs de descens) i que fos convocat per Trappatoni. Segons ell, per primera vegada va deixar-ho tot en un segon terme, sacrificant fins i tot la família, només pel somni d'aquell mundial. Al cap de 40 dies corria i poc després entrenava amb la pilota oficial amb la qual es jugaria el mundial. Durant la recuperació va tenir algunes converses amb el seleccionador però aquest no semblava creure's els seus progressos.
Sorprenentment va reaparèixer de manera espectacular al cap de només 76 dies; dues setmanes abans de les previsions més optimistes tot un rècord a nivell mundial. Era en partit contra la Fiorentina, quedaven tres partits pel final de lliga i era vital per la permanència. El jugador, suplent inicialment, va entrar al minut 70 enmig d'una gran ovació del públic, incloent-hi els visitants violes. Guardiola va entregar-li el braçalet de capità just abans que entrés al camp, un gran gest que va commoure al deu. Baggio va fer un gran paper en els 20 minuts que va jugar, la ciutat de Bolonya l'havia tornat a fer renéixer perquè va marcar dos gols que van desfermar la bogeria col·lectiva, els seus companys d'equip el van pujar a les espatlles i l'afició va retre-li una sonada ovació. Era sens dubte la millor manera de tornar, mantenint vives les esperances de salvació de l'equip i realçant les esperances mundialistes. Alguns seguidors van mobilitzar manifestacions demanant al seleccionador la seva convocatòria. A Corea, un dels països amfitrions del torneig, van seguir els esdeveniments i es van afegir a les demandes per la convocatòria del jugador, fins i tot una televisió va afirmar:"Trappatonni no en te ni idea".
En el següent partit al camp de la Juventus el jugador va tornar jugar novament els darrers 20 minuts, la previsió era jugar 45 però l'equip perdia 2-0, tenia un home menys i s'ho jugava tot en el següent partit, així que no tenia sentit arriscar. El debat al seu voltant seguia molt calent amb portades i reportatges a la premsa, intervencions de parlamentaris, debats televisius i radiofònics, dissertacions sobre la recuperació increïble de la lesió. Fins i tot es va elaborar una enquesta entre els entrenadors italians sobre si portarien al jugador al Mundial, tots van dir que sí, excepte Lippi i Del Neri que no van contestar. Amb aquest entorn va arribar al darrer partit de la temporada, el Brescia jugava a casa contra el Bolonya i havia de guanyar per no baixar, mentre que els blaugranes es jugaven acabar en posicions de Lliga de Campions. Baggio va marcar el segon gol de l'equip que va acabar guanyant 3 a 0, poden així festejar una nova salvació.
La temporada havia conclòs amb Baggio anotant 3 gols decisius en els 130 minuts que va jugar en els 3 partits posteriors a la lesió. Sumava un total de 11 gols i 3 assistències en una temporada on va jugar 11 partits. El 8 de maig el seleccionador italià va donar una primera llista de convocats on no va ser Roberto. Trappatoni va parlar novament amb Baggio i li va dir que a part que volia un grup jove, no es creia que estigués recuperat. Ell li va assegurar que estava en bones condicions, havia jugat tres partits i que quan s'iniciés el mundial, un mes després estaria encara en millor forma. La decisió final va decebre al jugador, perquè havia renunciat a molt durant tres anys per la paraula que li havia donat el tècnic dient que li donaria les mateixes oportunitats que als altres. Cosa que finalment no havia estat així, no havia cregut en la paraula de Baggio i si en canvi en la d'altres jugadors com Paolo Maldini. El fet va ser que el seleccionador no el va convocar ni per gratitud, un gest que anteriorment s'havia fet amb un cas molt similar com va ser amb Giuseppe Bergomi. Tot i aquesta notícia el jugador va seguir entrenant-se les tres setmanes següents. Passats uns dies, un atacant inclòs a la llista de convocats va patir una lesió que l'impediria jugar el Mundial, Trappatoni va preferir convocar a Mauro Camoranesi, un argentí recent nacionalitzat italià que no pas a Baggio, fet que va susticar encara més polèmica.
En aquell mundial Itàlia va caure eliminada a vuitens, finalitzant en 15a posició un fet sorprenent que va portar dures crítiques cap al Trappatoni. Aquell estiu, encara enmig de la decepció mundialista, el jugador va rebre ofertes importants com ara una del Galatasaray de 2,2 milions d'euros per dues temporades. Baggio les va rebutjar i tot i que havia dit que es retiraria en finalitzar el mundial, va decidir seguir al Brescia dos anys més, fet que va interpretar-se com un nou objectiu personal: l'Eurocopa del 2004. La decisió va venir segons explica a l'autobiografia, a causa de la decepció de no ser convocat pel mundial, per mostrar que no havia "mort" aquell 8 de maig, per arribar al gol 200 a la Serie A (duia 181) i pel que hi havia a Brescia: L'ambient, el president Corioni, l'afició i sobretot l'entrenador Mazzone.
A finals del 2002 va publicar Roberto Baggio, Il Sogno Dopo, un llibre autobiogràfic que conté mitja part d'entrevista amb el jugador i una segona part d'anàlisi de la temporada 2002-2003. A l'entrevista es tracten diferents aspectes com ara el desenvolupament de la primera meitat d'aquella temporada; l'efecte, ressò i polèmica que va tenir el primer llibre, l'afer del Mundial del Japó i Corea i el budisme. A l'altra part del llibre s'analitza el final d'aquella temporada, fent un seguiment del jugador de vegades anomenant el que s'escrivia d'ell a la premsa. L'entrevista fou feta per Enrico Mattesini. El text és d'Enrico Mattesini i Andrea Scanzi. La coordinació fou d'Ivan Zazzaroni i l'apèndix estadístic d'Elio Barraco.
La temporada 2002-2003 va mostrar a Trappatoni que es trobava en excel·lents condicions per jugar al futbol i que les lesions sofertes a finals de la temporada anterior havien estat realment resoltes. A part de jugar 8 partits de Copa, va disputar 32 partits de lliga, amb un balanç final de 12 gols i 9 assistències, i duent al Brescia 9é a la lliga.
En els primers partits de la lliga va mostrar el que s'havia vist en pretemporada, un Baggio espectacular però més madur, menys interessant en driblar i dosifincant la seva energia. Durant la primera meitat de la temporada l'equip mostrava moltes llacunes, la defensa era en gran part debutant a la Serie A, el migcamp jove i l'atac no concretava les ocasions. La llarga lesió de Luca Toni i la baixa de Guardiola es notaven excessivament tot i que Baggio ho donava tot per ajudar l'equip. A la vuitena jornada el Brescia guanyava 0-2 al camp del Torino, entrenat per Ulivieri, Baggio no va marcar però va tornar a fer un gran partit. Poc després l'extècnic de Roberto a Bolonya, assegurava: "Quan Baggio està en forma, és un dels jugadors més forts del món i que mereixeria jugar a la selecció, a pesar de la seva edat." L'equip jugava malament i a la 12a jornada duia 9 punts, semblava aquest cop Baggio no podria salvar l'equip. A la jornada següent però, el Brescia va guanyar a la Juve, l'únic equip imbatut. Baggio novament va ser considerat el millor del partit per la premsa però anotava, semblava la maledicció del gol 300, perquè feia un mes que en duia 299 en competicions oficials. Finalment aquesta fita històrica, aconseguida només per Silvio Piola i Giuseppe Meazza, va ser assolida pel Divino Codino una setmana més tard, en la victòria contra el Perugia. En el mercat d'hivern Mazzone va obtenir el retorn de Pep Guardiola, jugador que era considerat per l'entrenador com a fonamental en el seu esquema de joc. A la segona volta l'equip va mostrar una millora molt considerable i va assolir una ratxa increïble de 16 partits consecutius sense perdre. Roberto, que fins aleshores havia anotat la majoria de gols de penal, va començar a anotar de totes les maneres i amb actuacions espectaculars, fet que va provocar nous articles en favor de la seva presència amb la selecció. Poc després va fer un altre partit memorable, amb un gol i les dues assistències del 3-0 en el clàssic contra l'Atalanta. L'equip va assolir la salvació matemàtica a manca de tres jornades pel final, era un fet històric, ja que l'equip mai havia participat 4 temporades seguides a la Serie A. En el darrer partit de lliga Baggio va deixar les darreres perles de la temporada, al remuntar ell sol un 0-2 en contra.
La temporada 2003-2004, va anunciar que continuaria al Brescia tot i que aquell estiu havien marxat deixat l'equip Guardiola, Toni i Carlo Mazzone i que ja veuria si seria la seva darrera temporada o no com a professional, cosa que finalment va resultar ser. Així, en el seu últim any de professional, Baggio va aconseguir la fita històrica de salvar novament al modest Brescia per quart any consecutiu i alhora el 14 de març, en el partit al camp del Parma, va arribar a la xifra màgica de 200 gols a la Serie A, el seu gol va ser aplaudit per tots els aficionats de l'estadi parmesà. Dies més tard, i amb la insistència de la premsa, va admetre que li agradaria participar en els Jocs Olímpics d'Estiu de 2004 d'Atenes, però que ho veia difícil.
Finalment no va ser així ja que el seu darrer partit amb la selecció va ser el 28 d'abril de 2004 contra Espanya a Gènova, fou tot un homenatge nacional al jugador i un acte de pressió popular i mediàtica per a la Trapattoni perquè el convoqui per l'Eurocopa. I es que els aficionats que van ovacionar en tot moment al jugador i no perdonen el fet que no el convoqués pel mundial de 2002. A l'estadi es podien llegir tota mena de pancartes com ara "Amb Baggio a la selecció, l'Eurocopa és possible", "El món et va estimar, Europa et va admirar i Itàlia no t'oblida" o "Maradona + Pelé=Baggio". Finalment va arribar el darrer partit a la lliga un 16 de maig de 2004 a San Siro contra el Milan, quan Baggio va ser canviat al final del partit, tots els jugadors, entrenadors, membres de l'equip tècnic de tots dos equips i tots els espectadors de San Siro, van homenatjar a Baggio en una de les major ovacions recordades mai a la història del futbol italià.
Va finalitzar la lliga salvant novament al Brescia, deixant-lo a l'onzena posició i concloent amb uns registres excel·lents de 12 gols i 11 assistències, arribant així a la suma de 205 gols a la Serie A. En aquests anys a Brescia va mostrar el seu talent i els seus anys van coincidir en el millor període de la història d'aquest club. Mai havien estat més de dues temporades seguides a la Serie A i amb ell van estar-ne 4. La temporada següent a la seva retirada, el Brescia va baixar a la Serie B. El club va retirar la samarreta amb el número 10 en homenatge a Roberto Baggio.

### Després de la retirada com a jugador
El gener de 2005, mesos després de la seva retirada, el Boca Juniors es va plantejar el fitxatge del jugador aprofitant que Baggio s'havia declarat amant de l'Argentina, del seu futbol i seguidor de Boca. El febrer de 2006 va rebre també ofertes del Sydney Football Club i del Livorno —entrenat llavors per Carlo Mazzone— però el Divino Codino va refusar les ofertes per causa dels seus problemes físics.
El mes d'abril, arran de l'escàndol del futbol italià del 2006 es va rumorejar que podria esdevenir vicepresident de la Juventus durant l'època en què l'equip estava immers en judicis per a baixar a la Serie B.
El 18 de febrer de 2007, amb motiu del seu quarantè aniversari, el jugador va donar vida a un blog personal, amb la finalitat de mantenir la comunicació amb els seus fans i, en general, amb tots els apassionats del futbol. El bloc de Baggio es presentava amb unes seccions gràfiques renovades on era possible escriure missatges i veure vídeos penjats pel mateix jugador.
El març de 2008, Baggio va participar en la festa del centenari de l'Inter. Dies després, el seu president va assegurar que li agradaria que el jugador fos dirigent interista. Aquell mateix any va participar en el partit Fiorentina-Milan d'homenatge a Stefano Borgonovo, company seu a la Fiorentina i que va servir per a recaptar fons per la investigació de l'ELA, malaltia que patia Borgonovo. El de Caldogno no va jugar per problemes físics, però va sortir al camp amb la samarreta de la Fiorentina i va ser qui va dur l'homenatjat en cadira de rodes. Durant el partit es va xiular un penal i Borgonovo va demanar a Baggio que el xutés, la qual cosa es va convertir una mena de repetició del famós llançament no xutat per Baggio contra la mateixa Fiorentina. Baggio va llençar el penal a Mareggini, el mateix porter d'aquella ocasió i va marcar. El públic va ovacionar al jugador, fet que es considera la reconciliació entre l'afició viola i el jugador.
L'octubre de 2009 va participar en les festes de celebració del centenari del Bolonya; el seu gol contra el Vicenza va ser escollit el segon millor de la història del club.
Després del mundial de Sud-àfrica, en el qual la selecció italiana va fer un paper nefast, la federació va impulsar important una renovació en l'equip tècnic i l'agost de 2010 va oficialitzar l'entrada de Baggio a l'equip directiu com a president del sector tècnic. Dies abans, el jugador havia iniciat el curs per treure's el carnet d'entrenador de futbol. El 18 de juny es va fer oficial que el jugador haviat aprovat l'examen d'entrenador de segona categoria.

## Partits i estadístiques amb els clubs
| Temporada        | Equip            | Lliga            | Lliga | Lliga | Lliga | Copa    | Copa | Copa | Europa | Europa | Europa | Altres copes | Altres copes | Altres copes | Total | Total |
| Temporada        | Equip            | Comp             | Part  | Gols  | Asis  | Comp    | Part | Gols | Comp   | Part   | Gols   | Comp         | Part         | Gols         | Part  | Gols  |
| ---------------- | ---------------- | ---------------- | ----- | ----- | ----- | ------- | ---- | ---- | ------ | ------ | ------ | ------------ | ------------ | ------------ | ----- | ----- |
| 1982-1983        | Vicenza          | Serie C1         | 1     | 0     | -     | CI      | 0    | 0    | -      | -      | -      | -            | -            | -            | 1     | 0     |
| 1983-1984        | Vicenza          | Serie C1         | 6     | 1     | -     | CI-C+CI | 2+4  | 1+0  | -      | -      | -      | -            | -            | -            | 12    | 2     |
| 1984-1985        | Vicenza          | Serie C1         | 29    | 12    | -     | CI      | 5    | 2    | -      | -      | -      | -            | -            | -            | 34    | 14    |
| Total Vicenza    | Total Vicenza    | Total Vicenza    | 36    | 13    |       |         | 11   | 3    |        |        |        |              |              |              | 47    | 16    |
| 1985-1986        | Fiorentina       | Serie A          | 0     | 0     | 0     | CI      | 5    | 0    | -      | -      | -      | -            | -            | -            | 5     | 0     |
| 1986-1987        | Fiorentina       | Serie A          | 5     | 1     | 2     | CI      | 4    | 2    | CU     | 1      | 0      | -            | -            | -            | 10    | 3     |
| 1987-1988        | Fiorentina       | Serie A          | 27    | 6     | 1     | CI      | 7    | 3    | -      | -      | -      | -            | -            | -            | 34    | 9     |
| 1988-1989        | Fiorentina       | Serie A          | 30+1  | 15+0  | 3     | CI      | 10   | 9    | -      | -      | -      | -            | -            | -            | 41    | 24    |
| 1989-1990        | Fiorentina       | Serie A          | 32    | 17    | 6     | CI      | 2    | 1    | CU     | 12     | 1      | -            | -            | -            | 46    | 19    |
| Total Fiorentina | Total Fiorentina | Total Fiorentina | 94+1  | 39    | 12    |         | 28   | 15   |        | 13     | 1      |              |              |              | 136   | 55    |
| 1990-1991        | Juventus         | Serie A          | 33    | 14    | 12    | CI      | 5    | 3    | RE     | 8      | 9      | SI           | 1            | 1            | 47    | 27    |
| 1991-1992        | Juventus         | Serie A          | 32    | 18    | 8     | CI      | 8    | 4    | -      | -      | -      | -            | -            | -            | 40    | 22    |
| 1992-1993        | Juventus         | Serie A          | 27    | 21    | 6     | CI      | 7    | 3    | CU     | 9      | 6      | -            | -            | -            | 43    | 30    |
| 1993-1994        | Juventus         | Serie A          | 32    | 17    | 8     | CI      | 2    | 2    | CU     | 7      | 3      | -            | -            | -            | 41    | 22    |
| 1994-1995        | Juventus         | Serie A          | 17    | 8     | 4     | CI      | 5    | 2    | CU     | 8      | 4      | -            | -            | -            | 30    | 14    |
| Total Juventus   | Total Juventus   | Total Juventus   | 141   | 78    | 38    |         | 26   | 14   |        | 32     | 22     |              | 1            | 1            | 201   | 115   |
| 1995-1996        | Milan            | Serie A          | 28    | 7     | 10    | CI      | 1    | 0    | CU     | 5      | 3      | -            | -            | -            | 34    | 10    |
| 1996-1997        | Milan            | Serie A          | 23    | 5     | 2     | CI      | 4    | 2    | LC     | 5      | 1      | -            | -            | -            | 32    | 9     |
| Total Milan      | Total Milan      | Total Milan      | 51    | 12    | 12    |         | 5    | 2    |        | 10     | 4      |              |              |              | 65    | 18    |
| 1997-1998        | Bologna          | Serie A          | 30    | 22    | 5     | CI      | 3    | 1    | -      | -      | -      | -            | -            | -            | 33    | 23    |
| 1998-1999        | Inter            | Serie A          | 23+2  | 5+1   | 8     | CI      | 4    | 0    | LC     | 6      | 4      | -            | -            | -            | 35    | 10    |
| 1999-2000        | Inter            | Serie A          | 18+1  | 4+2   | 3     | CI      | 5    | 1    | -      | -      | -      | -            | -            | -            | 24    | 7     |
| Total Inter      | Total Inter      | Total Inter      | 41+3  | 9+3   | 11    |         | 9    | 1    |        | 6      | 4      |              |              |              | 59    | 17    |
| 2000-2001        | Brescia          | Serie A          | 25    | 10    | 10    | CI      | 3    | 0    | -      | -      | -      | -            | -            | -            | 28    | 10    |
| 2001-2002        | Brescia          | Serie A          | 12    | 11    | 3     | CI      | 1    | 0    | CI     | 2      | 1      | -            | -            | -            | 15    | 12    |
| 2002-2003        | Brescia          | Serie A          | 32    | 12    | 9     | CI      | 0    | 0    | -      | -      | -      | -            | -            | -            | 32    | 12    |
| 2003-2004        | Brescia          | Serie A          | 26    | 12    | 11    | CI      | 0    | 0    | -      | -      | -      | -            | -            | -            | 26    | 12    |
| Total Brescia    | Total Brescia    | Total Brescia    | 95    | 45    | 33    |         | 4    | 0    |        | 2      | 1      |              |              |              | 101   | 46    |
| Total            | Total            | Total            | 488+4 | 218+3 | 111   |         | 87   | 36   |        | 63     | 32     |              | 1            | 1            | 642   | 290   |

- CI (Copa Italia), CI+C (Copa Itàlia serie C), SI (Supercopa d'Itàlia), CU (Copa de la UEFA), LC (Lliga de Campions), RC (Recopa d'Europa), CI (Copa Intertoto)

### Penals
Baggio és considerat un dels millors xutadors de penals de tots els temps i el que té els millors registres de la història a la lliga italiana. Al llarg de la seva carrera ha assolit els següents registres:
- Lliga Italiana (Serie A i C): 85 llançaments - 75 anotats, 10 fallats
- Copa Itàlia: 21 llançament - 18 anotats, 3 fallats
- Competicions Europees: 9 llançaments - 8 anotats, 1 fallat
- Selecció: 7 llançaments - 7 anotats

Total: 122 llançaments: 108 anotats, 14 fallats
* Només es compten els penals realitzats en el temps reglamentari o suplementari, no es compten els de les tandes de penals. D'aquest tipus, n'ha llançat 4 i n'ha fallat 1.

### Expulsions
El jugador ha estat expulsat en 4 ocasions al llarg dels seus 20 anys de carrera professional:
- 25 de gener de 1989: Fiorentina-Sampdoria, partit de copa.
- 19 de març de 1989: Atalanta-Fiorentina, partit de lliga.
- 28 de maig de 1989: Juventus-Fiorentina, partit de lliga.
- 5 d'octubre de 1997: Piacenza-Bolonya, partit de lliga.

### Partits amb la selecció FIFA World Stars
| Data       | Ciutat   | Equip local          | Resultat | Equip visitant   | Gols |
| ---------- | -------- | -------------------- | -------- | ---------------- | ---- |
| 25/04/2000 | Sarajevo | Bòsnia i Hercegovina | 0 - 1    | FIFA World Stars | 1    |
| 16/08/2000 | Marsella | França               | 5 - 1    | FIFA World Stars | 1    |
| Total      | Total    | Partits              | 2        | Gols             | 2    |

## Selecció Italiana
Roberto Baggio va ser convocat 56 cops amb la selecció italiana absoluta entre els anys 1988 i 2004. Va anotar un total de 27 gols, incloent-hi 9 en fases finals de Mundials (2 gols el 1990, 5 gols el 1994 i 2 gols el 1998), i es va convertir en el primer jugador italià de la història en fer-ho. El seu primer mundial va ser la Copa del Món de Futbol 1990 a Itàlia, en què el combinat va finalitzar en tercera posició. En la Copa del Món de Futbol 1994 dels Estats Units Itàlia va quedar en segon lloc. La derrota a la final contra Brasil es va produir després de les errades de Franco Baresi, Daniele Massaro i el propi Baggio a la tanda de penals.

## Palmarès i distincions

### Clubs
- 2  Scudettos (Lligues italianes) (Juventus 1994-95 i AC Milà 1995-96)
- 1  Copa d'Itàlia (Juventus 1994-95)
- 1 Copa de la UEFA (Juventus 1992-93)[48]
- 2 Segones posicions a la Copa de la UEFA (Fiorentina 1989-1990 i Juventus 1994-95)
- 1 Segona posició a la Serie A (Juventus 1991-92)
- 2 Segones posicions a la Copa italiana (Juventus 1991-92 i Inter de Milà 1999-00)
- 2 Segones posicions a la Supercopa italiana (AC Milan 1996 i Inter de Milà 2000)
- 1 Lliga italiana de la Serie C1 (Vicenza 1984-85)
- 1 Lliga italiana de la Serie CA (Vicenza 1985-86)

### Selecció nacional
- Segona posició a la Copa del Món de Futbol de 1994 dels Estats Units
- Tercera posició a la Copa del Món de Futbol de 1990 Itàlia

### Individual
- 1 Pilota d'or (1993)[34]
- 1 Pilota de Platí (1995)[235]
- Primera posició al FIFA World Player (1993)[16][61]
- Tercera posició del FIFA World Player (1994)[16]
- Premi "The Champions Promenade - Golden Foot (2003)[17]
- Millor jugador del món per World Soccer (1993)[61]
- Escollit quart millor jugador de tots en un sondeig mundial fet per la FIFA.
- 1 Onze d'Or (1993)[236]
- 1 Onze de bronze (1994)[236]
- 1 Onze d'argent (1995)[236]
- Millor jugador europeu sub-23 (1990)
- Inclòs a la llista FIFA 100[18]
- Inclòs a la llista Placar's 100 Craques do Século[237]
- Inclòs a la llista Guerin' Sportivo's I 50 Grandi del Secolo[237]
- Inclòs a la llista France Football's Football Player of the Century[237]
- Inclòs a la llista World Soccer's Selection of the 100 Greatest Footballers of All Time[237]
- Inclòs a la llista Planète Foot's 50 Meilleurs Joueurs du Monde[237]
- Inclòs a la llista del millor onze titular de la història de la selecció italiana per Football Italia[238]
- Inclòs a la llista del millor onze titular de la història del Vicenza per Football Italia[239]
- Inclòs a la llista del millor onze titular de la història de la Juventus per Football Italia[240]
- Inclòs a la llista del millor onze titular de la història del Brescia per Football Italia[241]
- 1 Guerin d'Oro amb el Brescia (2001)[242]
- 1 Guerin d'Oro de la Serie C amb el Vicenza (1984)
- 1 Trofeu Bravo amb la Fiorentina (1990)
- Premi Azzurro del secolo, millor futbolista italià del segle (2000).[243]
- Premi Scirea per una carrera exemplar (2001).[243]
- Premi Giuseppe Prisco el 2004.[244]
- Màxim golejador de la Copa de la UEFA (1990-91)
- Màxim golejador de la Recopa d'Europa (1991)

### Militars
Ordine al Merito della Repubblica Italiana (Orde al Mèrit de la República Italiana), en el grau de cavaller (5è).
- — Atorgada el 30 de setembre de 1991

### Altres
- Peace Summit Award (2010) - Per la col·laboració en diverses causes benèfiques.[246]

## Budisme

Bandera de la Sōka Gakkai, el jugador la portava com a braçalet de capità del Brescia, on afegia l'escut de l'equip enmig de la franja groga

Roberto va créixer en una família catòlica en un dels països més catòlics del món. Va anar a missa els diumenges fins que el futbol li ho va impedir, però per a ell aquest ritual no suposava un acte de fe sinó una simple rutina.
El primer contacte que va tenir amb el budisme va ser durant els primers anys a Florència, era una època molt dura pel jugador perquè una lesió només li va permetre jugar 5 partits en dos anys. Era jove, tot ho veia en un ambient de malenconia i havia perdut totalment la confiança en si mateix, una de les poques coses que feia per desconnectar del gimnàs i de la recuperació del genoll, era anar a comprar discos amb un amic seu que era budista. Aquest, coneixent les dificultats per les que passava el jugador li va recomanar que s'interessés pel budisme, ja que creia que li podia ajudar a recuperar l'autoestima. Després d'insistir-hi durant un temps, el jugador va llegir alguns llibres al respecte i va anar-se interessant a poc a poc. Finalment va decidir començar la pràctica l'1 de gener de 1988, aquell mateix dia va anar a les set i mitja del matí a casa del seu amic per dir-li que volia començar de manera més seriosa i que havia d'iniciar-se aquell mateix dia, Baggio que tot just anava a complir 22 anys es va donar sis mesos de prova i de mica en mica va descobrir que aquesta practica espiritual li era de gran ajuda en totes les facetes de la seva vida. En els següents anys a Torí i Milà va comptar amb altres companys de fe i llocs de pregària.
Al 1993 es va adherir a la Sōka Gakkai i va conèixer el seu president: Daisaku Ikeda, premi per la pau de les Nacions Unides i actual mestre del jugador. Baggio recentment ha obert una sala de reunions/pregaries a Thiene, a uns 12 km de la casa que té a Caldogno. La Sokka Gakkai és seguida per més de 9 milions de persones a l'Àsia, especialment el Japó. Aquest fet ha esdevingut un dels motius pels quals té una estima especial per l'Extrem Orient i alhora té molts fans a països com ara la Xina, Corea i especialment al Japó, país on nombrosos equips van intentar fitxar en força ocasions al llarg dels anys. L'estiu del 2000, després de deixar l'Inter va admetre que una experiència a la lliga japonesa de futbol li hagués satisfet però va preferir no fitxar per cap club, tot esperant anar-hi a jugar durant el mundial de futbol del 2002 disputat en aquest continent.
Roberto Baggio ha declarat en la seva autobiografia Il sogno dopo que el budisme és la base de la seva vida i una de les coses més maques que ha pogut descobrir, a la qual dedica dues hores o tres hores d'oració tots els dies de l'any.

## Companys d'equip i entrenadors[calcitació]
Llista de jugadors destacats amb els que ha jugat Roberto Baggio:
| Equip          | Jugadors |
| -------------- | --- |
| Vicenza        | Roberto Filippi. |
| ACF Fiorentina | Carlos Dunga, Ramon Diaz, Marco Landucci, Pellegrini, Alberto Di Chiara, Sergio Battistini, Roberto Pruzzo, Glenn Hysén, Stefano Borgonovo i Oscar Dertycia. |
| Juventus       | Gianluca Vialli, Fabrizio Ravanelli, Dino Baggio, Alessandro Del Piero, Di Livio, Antonio Conte, Tacchinardi, Andreas Möller, Casiraghi, Angelo Peruzzi, Ciro Ferrara i Didier Deschamps. |
| AC Milan       | George Weah, Franco Baresi, Paolo Maldini, Alessandro Costacurta, Marcel Desailly, Dejan Savicevic, Paolo Di Canio, Zvonimir Boban, Marco Simone, Roberto Donadoni, Demetrio Albertini i Christophe Dugarry.                                                                                          |
| Bolonya        | Antonioli, Shalimov, Kallon, Kolyvanov i Kennet Andersson. |
| Inter de Milà  | Ronaldo, Alvaro Recoba, Javier Zanetti, Ivan Cordova, Christian Vieri, Clarence Seedorf, Laurent Blanc, Luigi Di Biagio, Adrian Mutu, Gianluca Pagliuca, Sebastien Frey, Angelo Peruzzi, Nicola Ventola, Youri Djorkaeff, Taribo West, Nwankwo Kanu, Mikael Silvestre, Iván Zamorano i Diego Simeone. |
| Brescia Calcio | Andrea Pirlo, Luca Toni, Andrea Caracciolo, Dario Hubner, Pep Guardiola, Aimo Diana, Matuzalem, Stephen Appiah i Luigi Di Biagio. |

Llista de tots els entrenadors que ha tingut Roberto Baggio:
| Equip                      | Entrenadors                                                                                           |
| -------------------------- | --- |
| Vicenza                    | Mazzia (1), Giorgi (46).                                                                              |
| ACF Fiorentina             | Agroppi (5), Bersellini (10), Eriksson (75), Giorgi (41) i Graziani (7).                              |
| Juventus                   | Maifredi (47), Trapattoni (124) i Lippi (30).                                                         |
| AC Milan                   | Capello (34), Tabarez (19) i Sacchi (13).                                                             |
| Bolonya                    | Ulivieri (33).                                                                                        |
| Inter de Milà              | Simoni (5), Lucescu (12), Castellini (3), Hodgson (3) i Lippi (24).                                   |
| Brescia Calcio             | Mazzone (75) i De Biasi (26).                                                                         |
| Selecció nacional italiana | Azeglio Vicini (17), Arrigo Sacchi (28), Cesare Maldini (7), Dino Zoff (3) i Giovanni Trapattoni (1). |

Entre parèntesis total de partits oficials en què van ser entrenadors de Baggio

## Lesions greus
Al llarg de la seva carrera va patir diverses lesions de diferent gravetat, això el va obligar en diverses ocasions a estar força temps fora dels camps de futbol, aquestes són algunes de les importants:
- Febrer de 1982: Lesió al menisc esquerre. (partit Vèneto- Ligúria)[cal citació]
- 5 de maig de 1985: Trencament del lligament frontal del genoll dret, 220 punts de sutura.[19]
- 11 de desembre 1986: Lesió al menisc dret.[cal citació]
- 18 de novembre 1992: Fractura a les costelles.[cal citació]
- Juny de 1994: Tendinitis.[cal citació]
- Setembre de 1994: Pubàlgia.[cal citació]
- 27 de novembre de 1994: Lesió al tendó del genoll dret.[cal citació]
- 20 de maig de 1995: Esginç al genoll esquerre.[cal citació]
- desembre de 2001: Lesió muscular a la cama.[cal citació]
- 31 de gener de 2002: Trencament del lligament frontal i lesió a interior de menisc. (partit Parma- Brescia)[cal citació]
- 14 de juliol de 2003 – Neteja calcificació genoll dret.[252]

## Trívia
- El 16 d'octubre de 2002 va esdevenir membre ambaixador de bona voluntat de la FAO (Organització de les Nacions unides per a l'Alimentació i l'Agricultura).[253]

- Va cantar un rap juntament amb uns nens discapacitats en favor dels discapacitats mentals de Salerno.[254]

- A les darreres temporades duia els noms dels seus dos primers fills a les botes (el tercer encara no havia nascut).[122]

- Va aparèixer al capítol 34 ("Arribada a Itàlia") de la sèrie de dibuixos animats Captain Tsubasa.[255]

- El jugador Zurab Khizanishvili va estar a punt de retirar-se del futbol a causa d'una forta depressió arran d'una lesió, Baggio el va conèixer de manera casual i el va convèncer perquè no ho fes. Actualment es jugador de l'històric Blackburn Rovers i habitual de la seva selecció.[256]

- Sébastien Frey ha agraït a Roberto Baggio el fet d'ajudar-lo a conèixer i practicar el budisme, ja que això el va ajudar durant la recuperació d'una greu lesió i avui dia segueix practicant-la.[257]

- Diversos artistes musicals i escriptors han fet obres dedicades o on se cita a Roberto Baggio:

- Lucio Dalla - Baggio... Baggio (Àlbum: Luna Matana 2001)
- Baschi - Roberto Baggio (Àlbum: Irgendwie.Held 2005)
- Cesare Cremonini - El cita a la cançó Marmellata n. 25.
- Rosacoletti - Baggio in Nazionale (Àlbum: Centro dell'Oceano 2002)
- Aborti Mancati -  Baggio è bello (Àlbum: Sbora et labora 2003)
- Giovanni Raboni - Ha escrit un sonet "In lode" en el seu honor
- Eduardo Galeano: “El fútbol de Roberto Baggio tiene misterio: las piernas piensan por su cuenta, el pie dispara sola, los ojos ven los goles antes de que ocurran” (El futbol de Roberto Baggio té un misteri: les cames pensen pel seu compte, la cama dispara sola, els ulls veuen els gols abans que ocorrin)
- Tiziano Ferro: Alla mia età (Àlbum: Alla mia età 2008)
- Giuseppe Povia: Citat a Chi ha peccato

- Futbolistes que han mostrat públicament la seva admiració per Baggio:

- Thiago Motta
- Pep Guardiola
- Raúl
- Gianluca Zambrotta
- Sebastian Giovinco
- Filippo Inzaghi